# Asot Michael
Asot Anthony Michael (* Dezember 1969 in Dry Hill, Guadeloupe; † 5. November 2024) war ein aus Antigua und Barbuda stammender Politiker der Antigua Labour Party. Er gehörte seit 2004 dem Repräsentantenhaus an.

## Leben

### Familie und Ausbildung
Michaels Großvater väterlicherseits wanderte aus dem Mittleren Osten in die Karibik aus. Schon sein Vater und dessen Brüder waren in der Antigua Labour Party aktiv. Seine schulische Ausbildung erhielt Michael unter anderem zwischen 1982 und 1986 an der St. Joseph’s Academy. Anschließend verbrachte er ein Jahr in Cambridge, Massachusetts. Hieran schloss sich ein Studium der Betriebswirtschaftslehre an der Barry University an, das er 1989 mit einem Bachelor of Science abschloss. Von 1990 bis 1991 absolvierte er einen Aufbaustudiengang zum Master of Business Administration an der Miami University.

### Beruflicher und politischer Werdegang
Nach Abschluss seiner Ausbildung kehrte Michael in sein Heimatland zurück und war von 1992 bis 1994 zunächst im Familienbetrieb seines Vaters tätig. Im Anschluss arbeitete er für eine Immobilienfirma. Zwischen 1995 und 1997 war er persönlicher Assistent des damaligen Premierministers von Antigua und Barbuda Lester Bird. Dann stieg er zu dessen Stabschef auf, eine Position, die er bis 2000 innehatte. Im März 1999 wurde Michael in den Senat von Antigua und Barbuda berufen. Zugleich übernahm er als Minister das Ressort für Telekommunikation, Versicherungen und Energie. Im Januar 2001 wechselte er als Staatssekretär zurück in das Büro des Premierministers und war dort überwiegend mit Finanzfragen beschäftigt. Bei den Unterhauswahlen 2004 trat er im Wahlkreis St. Peter an und konnte sich mit 58,31 % gegen die Kandidatin der United Progressive Party, Joanne Massiah durchsetzen. Diesen Sitz konnte er bislang bei jeder folgenden Wahl verteidigen. Nach den Wahlen 2014 wurde er als Minister für Tourismus, wirtschaftliche Entwicklung, Investment und Energie in das Kabinett von Premierminister Gaston Browne berufen.